# Larry La Trobe

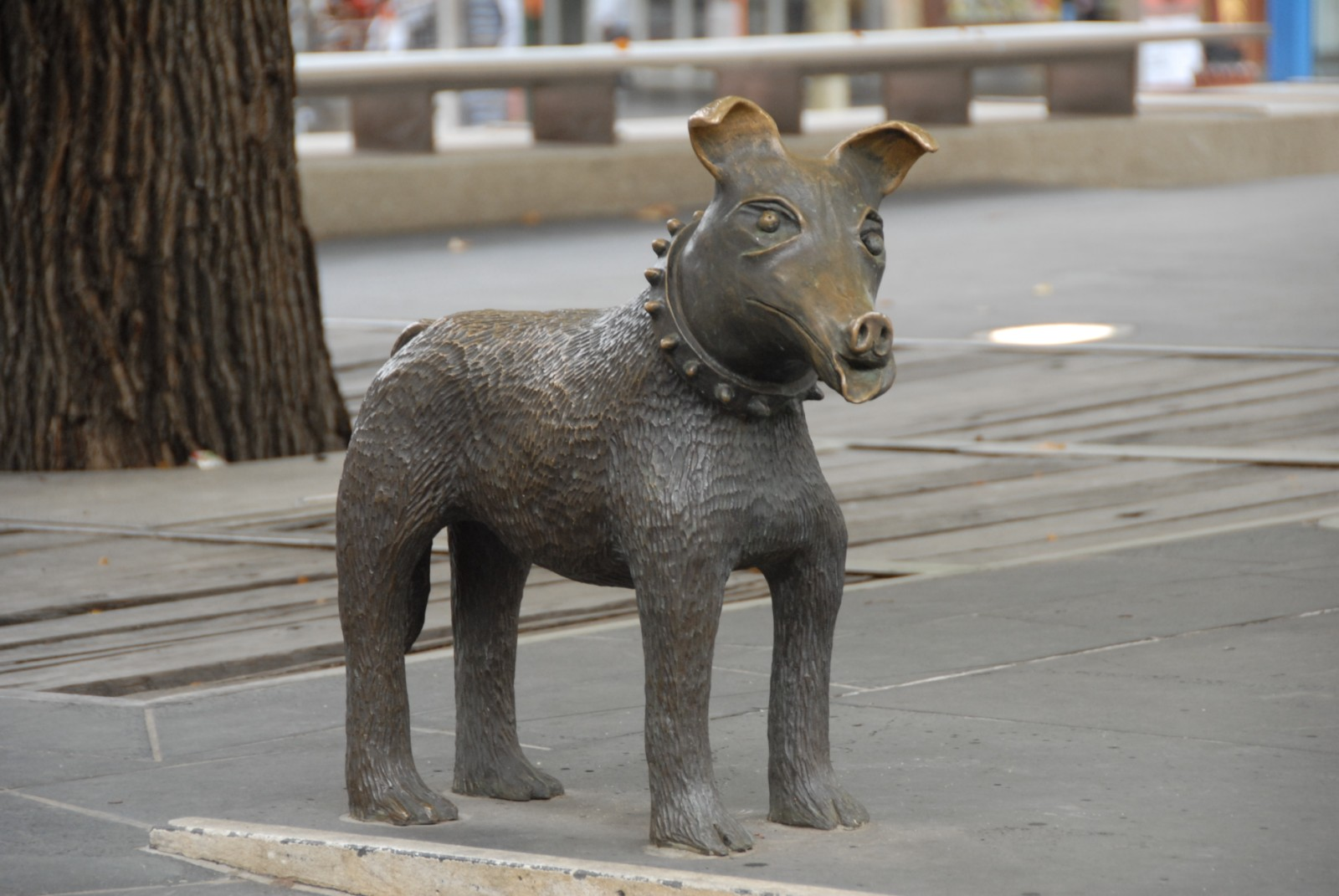
Larry La Trobe.

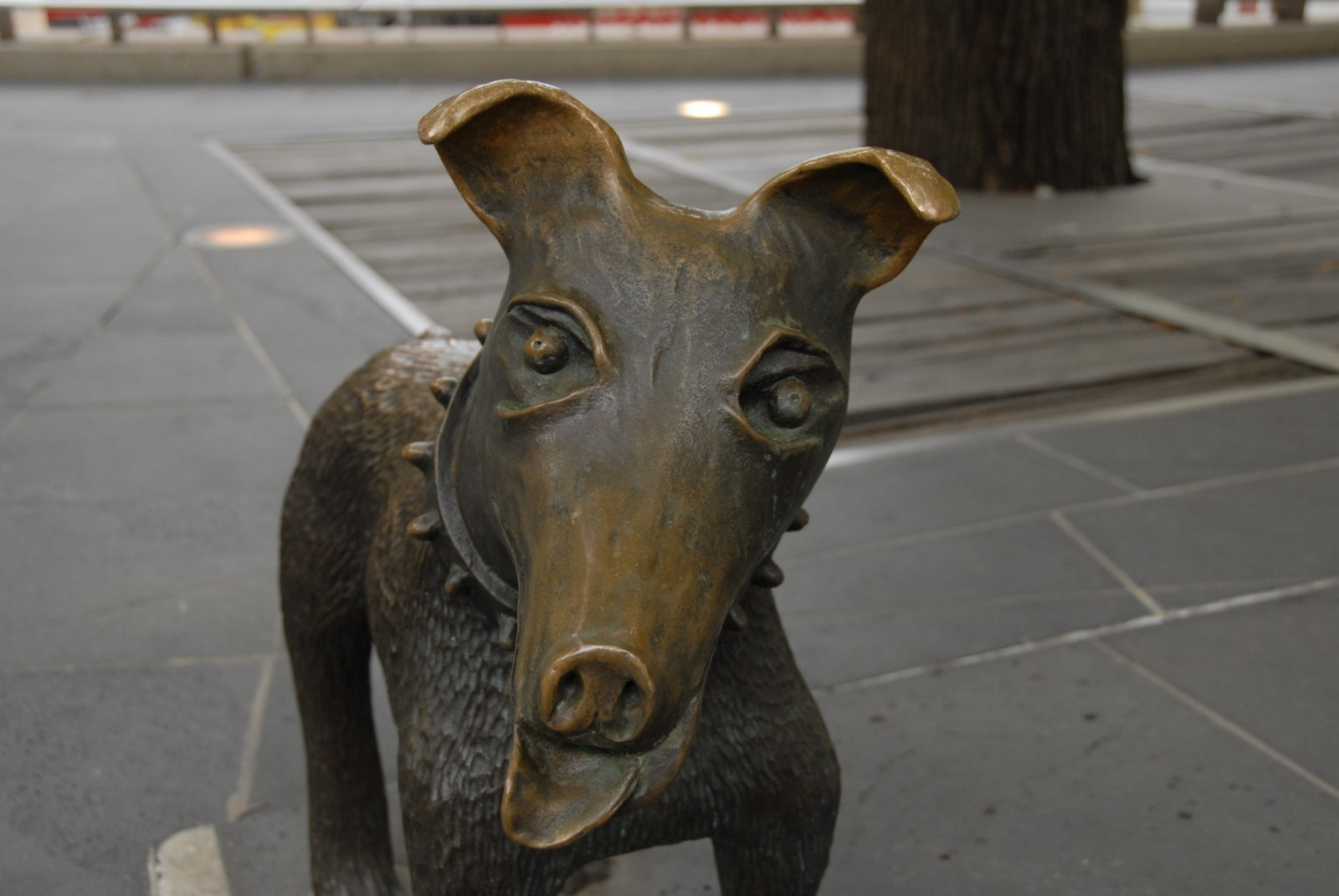
Larry La Trobe.

Larry La Trobe is een bronzen standbeeld van een hond in Melbourne, Australië. Het bevindt zich op de hoek van Collins Street en Swanston Street. Het standbeeld is gemaakt door Pamela Irving in opdracht van het Percent for Art Program and the Swanston Street Redevelopment Project.
Het standbeeld is vernoemd naar haar oom Larry en Charles La Trobe, de eerste luitenant-gouverneur van de staat Victoria. Het standbeeld is 70 centimeter hoog. Larry La Trobe is geïnspireerd door haar eigen hond Lucy.

## Geschiedenis
Het standbeeld werd in 1992 gemaakt en geschonken aan de stad Melbourne.
Het standbeeld werd gestolen in augustus 1995. Ondanks een campagne om het beeld terug te krijgen, is het oorspronkelijke standbeeld niet teruggevonden. In 1996 bood Peter Kolliner, de eigenaar van de gieterij waar Larry La Trobe was gemaakt, aan om het beeld opnieuw te maken. Irving heeft enkele wijzigingen aangebracht om de tweede hond een eigen identiteit te geven. De huidige Larry La Trobe werd onthuld op 16 september 1996.